# الجربوع الأزرق
الجربوع الأزرق (بالفرنسية: Gerboise bleue) كان الاسم الرمزي لأول تجربة نووية فرنسية قامت بإجرائها المجموعة العملياتية للتجارب النووية (GOEN) وهي وحدة تابعة للقيادة المشتركة للأسلحة الخاصة الفرنسية. أجريت التجربة في 13 فبراير 1960 في مركز التجارب العسكرية الصحراوية بالقرب من رقان في الجزائر في منطقة الصحراء الكبرى في سهل تنزروفت خلال الحرب الجزائرية وإبان الاستعمار الفرنسي. كان للجنرال بيير ماري غالوا دور أساسي في هذا المسعى وحصل على لقب (أبو القنبلة الذرية).
أخذت العملية اسمها من حيوان (الجربوع) وهو نوع من القوارض الصحراوية التي تنتشر بكثرة في صحراء الجزائر. قيل أن كلمة (الأزرق) الملحقة أتت من اللون الأول للعلم الفرنسي.

## الاختبار

### التفجير
في 11 أبريل 1958، أمر رئيس الوزراء الفرنسي فيليكس جيلارد بإجراء تجربة نووية في الربع الأول من عام 1960. أعاد الرئيس الفرنسي شارل ديغول التأكيد على القرار بعد انهيار الجمهورية الفرنسية الرابعة في أزمة مايو 1958.
في 13 فبراير 1960 وفي تمام الساعة 7:04:00 بالتوقيت العالمي المنسق، تم تفجير القنبلة المملوءة بالبلوتونيوم فوق برج من الحديد يبلغ ارتفاعه 100 متر. وكان موقع القيادة والتحكم على بعد 16 كيلومترا من مكان الانفجار. من أجل دراسة التأثيرات الفورية للتفجير وُضعت المعدات العسكرية على مسافات متفاوتة من مركز الإنفجار، بينما حلقت الطائرات النفاثة في سماء المنطقة لأخذ عينات من الجسيمات المشعة. لم يُسمح للصحفيين بالدخول إلى الموقع؛ وبدلاً من ذلك، قدم أحد شهود العيان روايته للصحافة الفرنسية قائلًا: أضاءت الصحراء بوميض واسع، تلاه بعد 45 ثانية موجة اهتزاز ملحوظة"؛ ثم ظهرت كرة ضخمة من النار المزرق مركزها برتقالي-أحمر وكونت سحابة عيش الغراب المعروفة.
مع نهاية عملية الجربوع الأزرق، أصبحت فرنسا القوة النووية الرابعة بعد الولايات المتحدة والاتحاد السوفيتي والمملكة المتحدة. قبل هذا الاختبار لم تكن هناك أي تفجيرات نووية لمدة 15 شهرًا. كانت عملية الجربوع الأزرق إلى حد بعيد أكبر وأول قنبلة تجريبية حتى ذلك التاريخ بقوة تفجير 70 كيلوطن، كانت أكبر من عملية ترينيتي الأمريكية (20 كيلوطن)، وإر ده إس - 1 السوفيتية (22 كيلوطن) والإعصار البريطانية (25 كيلوطن) أي أكبر من هذه القنابل الثلاث مجتمعة، وبالمقارنة كان وزن القنبلة التي القيت على مدينة ناغازاكي (قنبلة الرجل البدين) 22 كيلوطنًا، أي ثلث قوة القنبلة الفرنسية.
نظرًا لأن العائد الذري لتصميم قنبلة جديدة لا يمكن التنبؤ به بدقة، فقد خطط الجيش الفرنسي لتفجير بين 60 و 70 كيلو طن. حقق تفجير الجربوع الأزرق نجاحًا تامًا، أسفر عن تحرير الطاقة الكامنة كما كان مخططا لها. ومع ذلك ونظرًا للقدرة العالية غير المنتظمة للقنبلة، يعتقد بعض الخبراء أن القنبلة ربما تكون مليئة بالبلوتونيوم بشكل كبير لضمان النجاح.
اختُبرت قنبلتين آخريين فقط في منشآت الصحراء وكانا أكثر قوة: روبيس (أقل من 100 كيلو طن، في 20 أكتوبر 1963)، والسفير (أقل من 150 كيلو طن، في 25 فبراير 1965). وفجرت كلاهما تحت الأرض في منشآت تقع في قرية قريبة من مدينة عين أمقل.
بحسب المقدم وارنر دي فار في تقريره إلى مركز مكافحة الانتشار التابع للقوات الجوية الأمريكية فقد ظل التقدم في العلوم والتكنولوجيا النووية في فرنسا وإسرائيل مرتبطًا بشكل وثيق طوال أوائل الخمسينيات. علاوة على ذلك وفقًا لفار كان هناك العديد من المراقبين الإسرائيليين في التجارب النووية الفرنسية ومنح الإسرائيليون حرية الوصول غير المقيد إلى بيانات تفجيرات التجارب النووية الفرنسية.

### النتائج
سجلت الرصد الأولي للتفجير عن جرعة إشعاعية قدرها 10 راد / ساعة عند 0.8 كم من سطح الأرض بعد ساعة واحدة من الانفجار، و 10 راد / ساعة عند 28.5 كم و 3 راد / ساعة عند 570 كم. أما أجهزة المراقبة في مدينة انجمينا في تشاد والواقعة على بعد حوالي 2400 كيلومتر من رقان فسجلت 10−9 كوري / متر مكعب.
لعقود من الزمان ظلت وثائق اختبارات تفجيرات الجربوع سرية للغاية من قبل الحكومة الفرنسية. وأكدت وزارة القوات المسلحة أن التأثيرات الإشعاعية على البشر الموجودين في الموقع ستكون ضعيفة وأقل بكثير من الجرعات السنوية المسموح بها. ومع ذلك، ذكر الأشخاص الموجودون في الموقع أن معدات الحماية كانت قليلة للغاية في وقت الاختبار. بالإضافة إلى ذلك، تقدم ضباط عسكريون سابقون بروايات تفيد استخدامهم كأشخاص اختبار لدراسة آثار الإشعاع النووي على البشر، فبعد انفجار الجربوع فيرت مباشرة (الذي كان بقدرة أقل من 1 كيلوطن) أُرسل هؤلاء الضباط داخل دائرة نصف قطرها كيلومتر واحد من موقع الانفجار، حيث مارسوا التدريبات القتالية وقادوا الدبابات حول المنطقة. في المجموع، تعرض هؤلاء الأشخاص لمستويات عالية من الإشعاع لمدة ثلاث ساعات. بعد التدريبات، ذكر الضباط أنه طلب منهم الاستحمام كوسيلة وحيدة لإزالة التلوث.

## الاختبارات اللاحقة
بعد عملية الجربوع الأزرق في فبراير 1960، أجرت فرنسا حتى أبريل 1961 ثلاثة اختبارات نووية جوية إضافية في مركز التجارب العسكرية بالصحراء التابع لمنشأة رقان. كان هناك فقط «أجهزة طوارئ»، وخفضت قوة الإنفجار عمداً إلى أقل من 5 كيلوطن.
بعد وقت قصير من القاء قنبلة الجربوع الأخيرة (الجربوع فيرت)، نقل الفرنسيون تجاربهم النووية إلى منطقة جبلية في عكر تضم منشأة تحت الأرض. في عام 1962 انتهت ثورة التحرير الجزائرية بتوقيع اتفاقيات إيفيان. على الرغم من موافقة الجيش الفرنسي على الانسحاب من الجزائر في غضون 12 شهرًا، إلا أن الفصل الثالث من اتفاقيات إيفيان منح فرنسا حق استخدام عدد من المطارات العسكرية والمناطق الجغرافية والمواقع والمنشآت الضرورية لها. وذلك بسبب وجود نص في الإتفاقية يعطي فرنسا الحق في مواصلة التجارب النووية في الجزائر حتى عام 1966.
ومع قيام فرنسا بنقل اختبارات الأسلحة النووية لتحت الأرض، تم تغيير تسمية الأختبارات لتسمى بأسماء الجواهر (الحلي)، ففي نوفمبر 1961 أجرت فرنسا تجربة تفجير نووية بقدرة (أقل من 20 كيلوطن) أطلق عليها اسم تفجير العقيق. في 1 مايو 1962 خلال الاختبار الثاني وقعت حادثة بيريل والتي رفعت عنها السرية بعد سنوات عديدة.
بعد خمسة أشهر من آخر قنبلة فجرتها فرنسا وهي الجربوع أ، رد الاتحاد السوفيتي باستئناف التجارب النووية في الغلاف الجوي، التي كان الاتحاد السوفيتي قد تعهد بوقفها منذ أواخر عام 1958 بالإتفاق مع الولايات المتحدة وبريطانيا. أجرى الاتحاد السوفيتي العديد من اختبارات تحسين أداء الأسلحة النووية بدءًا من سبتمبر 1961 بسلسلة من 136 قنبلة كبيرة من نوع H. تضمنت السلسلة أقوى قنبلة تم اختبارها على الإطلاق وهي قنبلة القيصر التي تبلغ قوتها 50 ميغا طن (50000 كيلوطن) وتم تفجيرها فوق نوفايا زمليا.
أعادت الولايات المتحدة أيضا تنشيط برنامج اختبار الاسلحة النووية في الغلاف الجوي الخاص بها بسلسلة من 40 انفجارًا من أبريل 1962 إلى نوفمبر 1962. تضمنت هذه السلسلة قنبلتين هيدروجين قويتين بقوة 7.45 مليون طن و 8.3 مليون طن. كما أطلقت الصين أيضًا برنامجها النووي الخاص باختبار قنبلة نووية في مشروع 596 (بقدرة 22 كيلو طن) في 16 أكتوبر 1964، واختبار القنبلة الهيدروجينية رقم 6 (3.3 مليون طن) في 17 يونيو 1967.
في عام 1968، فجرت فرنسا أول قنبلة هيدروجينية وهي كانوبوس (2.6 مليون طن) في فانغاتوفا وهي جزيرة مرجانية صحراوية في بولينيزيا الفرنسية. أجريت جميع تجارب القنبلة الذرية الفرنسية الأخرى بما في ذلك كانوبوس في بولينيزيا الفرنسية في الفترة ما بين عام 1966 إلى عام 1996. وتم تفجير القنبلة الأخيرة وهي زوثوس (بقدرة أقل من 120 كيلو طن) في 27 يناير 1996.

## ردود الفعل العالمية
في فرنسا، قوبلت أخبار نجاح عملية الجربوع الأزرق بالرضا والاعتزاز الوطني. صرح الرئيس الفرنسي شارل ديغول قائلا:
مرحى لفرنسا، ابتداءا من صباح هذا اليوم هي أقوى وأكثر فخراً.

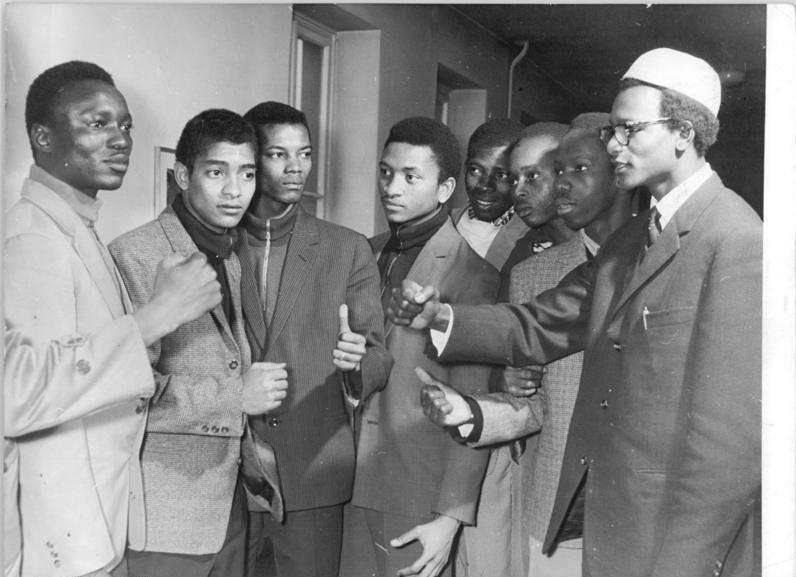
طلاب من مالي يحتجون في لايبزيغ على التجربة النووية الفرنسية

ومع ذلك، واجهت فرنسا العديد من الإنتقادات الدولية بعد التجربة النووية وخاصة من إفريقيا. فبعد أيام قليلة من الاختبار أعلنت غانا عن تجميد جميع الأصول الفرنسية في غانا إلى أن تظهر نتائج الانفجار الحالي والتجارب المستقبلية التي ذكرها رئيس الوزراء الفرنسي، كما سحب المغرب (الذي يطالب بجزء من الصحراء التي أجريت فيها التجربة النووية) سفيره من باريس بعد يومين فقط من الحادث. أعربت دول أفريقية أخرى عن خيبة أملها من قرار فرنسا إجراء تجارب على أسلحة نووية في الصحراء، معبرة عن مخاوفها من التهاطل النووي وتأثيره على سلامة مواطنيها.

## التأثيرات اللاحقة
بعد انتهاء التجارب، عثر على آثار للغبار النووي في مناطق بعيدة مثل السنغال وساحل العاج وبوركينا فاسو والسودان. في 2005 طلبت الحكومة الجزائرية إجراء دراسة لتقييم النشاط الإشعاعي لمواقع التجارب النووية السابقة. نشرت الوكالة الدولية للطاقة الذرية التقرير الذي يشير إلى أن الموقع الذي أجري فيه انفجار الجربوع الأزرق يحتوي على ثاني أعلى مستويات سطحية من نظير السيزيوم 137 من الاختبارات الأربعة للسلسلة مع نشاط سطحي متبقي بين 0.02 و 2.0 ميغا بايت / م 2 على مساحة سطح تبلغ حوالي 1 كم 2. وأظهر التقرير نفسه أن التداعيات الناجمة عن أسقاط القنبلة على الأرض قد تم احتواءها في منطقة دائرية قطرها أقل من كيلومتر واحد. كما ذكر التقرير أيضا أن هذه المستويات لم تصل إلى الحد الذي يتطلب تدخل الوكالة الدولية للطاقة الذرية ولا تشكل تهديدًا لزوار المنطقة أو سكان رقان.
في عام 2009، وافقت الحكومة الفرنسية على تعويض الضحايا الذين تعرضوا للإشعاع النووي نتيجة التجارب في الجزائر وبولينيزيا الفرنسية. كما وافقت الحكومة على إصدار وثائق إضافية توضح بالتفصيل كيفية أجريت الاختبارات. ووفقًا لمنظمة التحكم في النشاط الإشعاعي الفرنسية غير الحكومية ACRO، فإن الغبار الصحراوي المتطاير شمالًا إلى فرنسا في أوائل عام 2021 بفعل الرياح الموسمية القوية حمل مستويات قابلة للقياس من السيزيوم 137 المشع التي تُعزى إلى اختبارات الجربوع الأزرق.

## تقارير سرية: تعريض 150 أسير جزائري لأول تفجير نووي برقان
تكشف الأستاذة بن براهم التي تشارك في إحياء الذكرى الواحد والخمسين برقان، لأول تفجير نووي بصحراء الجزائر، عن استغلال بشع من طرف المستعمر الفرنسي للأرواح البشرية التي استعملتها كفئران تجارب بهدف معرفة مدى تأثير الإشعاعات النووية على الجنس البشري، وفي هذا السياق، تؤكد اقتياد 150 أسير جزائري كانوا متواجدين بكل من سجن سيدي بلعباس ومعسكر بوسويه في منطقة الغرب الجزائري، وبشهادة العسكري الذي نقلهم إلى رقان وقال أنه لم يقم بإعادتهم إلى السجون التي أخرجوا منها أول مرة
التفجيرات النووية المقدرة ب 210 تجربة أجرتها فرنسا ما بين سنة 1960 و1996.

## أول انفجار

صحفيون حضرو لتصوير الحدث

أكد عمار منصوري الباحث في مركز الأبحاث النووية في العاصمة الجزائرية أن 12 تجربة من الـ 13 تسببت في تسرب إشعاعي وأربعة حوادث، مقارنا تجربة الأول من مايو/ أيار 1962 بحادث تشيرنوبيل النووي في أوكرانيا العام 1986.
وقال إن «تجربة أخفقت في الأول من مايو 1962 ولم تكن محمية بما فيه الكفاية فأثار الانفجار سحابة إشعاعية بلغت ارتفاع 2600 متر لوثت الموقع ومن كان فيه وعدة مناطق أخرى».
كان ميشال دوسوبري (69 سنة) يومها ضمن مجموعة من تسعة عسكريين موجودين على بعد بعضة كيلومترات من الجبل.
وروى دوسوبري «كنت أمام الجبل عند وقوع الانفجار. لقد كان مروعا. اهتزت الأرض تحت أقدامنا وأصبنا بإشعاع سحابة إشعاعية بلغ ارتفاعها 2600 متر».
أجرت فرنسا 17 تجربة نووية خلال 6 سنوات حتى عام 1966، وذلك في الصحراء الكبرى في الجزائر التي كانت مستعمرة فرنسية، ولم تصدر فرنسا سوى معلومات بسيطة عن تجاربها، كما أفادت وثيقة حصلت عليها هيئة الإذاعة والتلفزيون اليابانية NHK.

## حجم الانفجار النووي
حمل أول تفجير نووي فرنسي بمنطقة الحمودية برقان اسم «اليربوع الأزرق» وكانت طاقة تفجيره 60 كيلوطن، أي ما يعادل 70 مرة قنبلة هيروشيما اليابانية، بحسب صحيفة الشعب الجزائرية.